# Верещаковский сельский совет (Лановецкий район)
Верещаковский сельский совет (укр. Верещаківська сільська рада) — входит в состав
Лановецкого района
Тернопольской области
Украины.
Административный центр сельского совета находится в 
с. Верещаки.

## Населённые пункты совета
- с. Верещаки
- с. Коржковцы